# 狭義凸空間

中段の図における単位球は狭義凸であるが、その他の図における単位球は狭義凸ではない（それらは線分を境界として含むため）。

数学における狭義凸空間（きょうぎとつくうかん、英: strictly convex space）とは、単位球が狭義凸集合であるようなノルム線型位相空間 (V, ‖*‖) のことをいう。言い換えると、狭義凸空間とは、V の単位球 B の境界 ∂B における任意の二点 x と y に対して、それらを通るアフィン直線 L(x, y) が x と y でのみ境界 ∂B と交わるようなもののことをいう。狭義凸性は、その構造に関して、内積空間（すべての内積空間は狭義凸）と一般ノルム空間（すべての狭義凸空間はノルム空間）の間に位置するものである。これはまた、もし存在するなら、（狭義凸の）X の部分空間 Y の外側から X の元に対する最適な近似の一意性を保証するものである。

## 性質
- ノルム空間(V, ‖*‖) が狭義凸であるための必要十分条件は、(V, ‖*‖) に対する凸度（英語版） δ が δ(2) = 1 を満たすことである。

- ノルム空間 (V, ‖*‖) が狭義凸であるための必要十分条件は、x ≠ y かつ ‖ x ‖ = ‖ y ‖ = 1 であるなら ‖ x + y ‖ < 2 が成立することである。

- ノルム空間 (V, ‖*‖) が狭義凸であるための必要十分条件は、x ≠ y かつ ‖ x ‖ = ‖ y ‖ = 1 であるなら ‖ αx + (1 − α)y ‖ < 1 がすべての 0 < α < 1 に対して成立することである。

- ノルム空間 (V, ‖*‖) が狭義凸であるための必要十分条件は、x ≠ 0, y ≠ 0 かつ ‖ x + y ‖ = ‖ x ‖ + ‖ y ‖ であるなら x = cy がある定数 c > 0 に対して成り立つことである。